# Brooke Ballachey
Brooke Ballachey (ur. 23 maja 1979 r.) – amerykańska narciarka dowolna. Najlepszy wynik na mistrzostwach świata osiągnęła podczas mistrzostw w Meiringen, gdzie zajęła 17. miejsce w jeździe po muldach podwójnych. Nigdy nie startowała na igrzyskach olimpijskich. Najlepsze wyniki w Pucharze Świata osiągnęła w sezonie 1998/1999, kiedy to zajęła 33. miejsce w klasyfikacji generalnej, a w klasyfikacji jazdy po muldach podwójnych była trzecia.
W 2000 r. zakończyła karierę.

## Sukcesy

### Mistrzostwa Świata
| Miejsce | Dzień    | Rok  | Miejscowość | Konkurencja      | Zwycięzca      |
| ------- | -------- | ---- | ----------- | ---------------- | -------------- |
| 22.     | 10 marca | 1999 | Meiringen   | Jazda po muldach | Ann Battelle   |
| 17.     | 14 marca | 1999 | Meiringen   | Muldy podwójne   | Sandra Schmitt |

### Puchar Świata

#### Miejsca w klasyfikacji generalnej
- 1996/1997 – 93.
- 1997/1998 – 73.
- 1998/1999 – 33.

#### Miejsca na podium
1. Châtel – 28 lutego 1998 (Muldy podwójne) – 3. miejsce
2. Châtel – 2 marca 1998 (Muldy podwójne) – 3. miejsce
3. Whistler Blackcomb – 31 stycznia 1999 (Muldy podwójne) – 2. miejsce

- W sumie 2 drugie i 7 trzecich miejsc.